# Гвоздик Олександр Сергійович
Олекса́ндр Сергі́йович Гво́здик (15 квітня 1987, Харків, Українська РСР) — український професійний боксер у напівважкій вазі (до 79,4 кг), чемпіон світу за версією WBC (2018 — 2019). Бронзовий призер Олімпійських ігор (2012), чемпіон літньої Універсіади (2013), чемпіон світу серед студентів (2008), переможець Кубка Європи (2010), триразовий чемпіон України. Заслужений майстер спорту України.

## Життєпис
Боксером став завдяки батькові, який з дитинства переконував Олександра, що бокс — найкращий у світі вид спорту. Однак тренування хлопець розпочав з кікбоксингу — позаймався пів року і покинув. У 10-річному віці почав відвідувати заняття з боксу у спортивному клубі «Металіст», де його першим тренером став Олександр Володченко.
Гвоздик закінчив Харківський педагогічний університет та вступив до Юридичної академії України ім Я. Мудрого.

## Аматорська кар'єра
У 2008 році став чемпіоном світу серед студентів. Починаючи з 2009 року він був незаперечним лідером серед українських боксерів у своїй ваговій категорії, що дало змогу з року в рік отримувати золоті нагороди національного чемпіонату. У 2010 році Гвоздик посів перше місце на Кубку Європи з боксу.
На чемпіонатах світу Олександр не досягав таких успіхів. У 2009 році в Мілані він поступився німцю Рене Краузе лише за кількістю ударів (маючи рівну кількість очок), а у 2011 році в Баку програв росіянину Єгору Мехонцеву, що, втім, не завадило Гвоздику здобути олімпійську ліцензію, залишившись без медалі чемпіонату світу.

### Олімпійські ігри 2012
На Олімпійських іграх 2012 у Лондоні український боксер, почавши виступи зі стадії 1/16 фіналу, по черзі здолав Михайла Довголевця з Білорусі, представника Нікарагуа Осмара Браво Амадора та алжирця Абдельхафіда Бенчаблу. У півфінальному поєдинку Гвоздик зійшовся з боксером із Казахстану Адільбеком Ніязимбетовим, якому поступився за рішенням суддів, набравши однакову із суперником кількість очок. Унаслідок цього українець був змушений задовольнитися лише бронзовою нагородою Олімпіади.

### Універсіада 2013
На літній Універсіаді, яка проходила з 6 по 17 липня у Казані, Олександр представляв Україну в боксі у ваговій категорії до 81 кг та завоював золоту медаль.
В одній шістнадцятій українець здолав естонця Айнара Карлсона 3:0. У чвертьфіналі поборов корейця Кіма Хйонгкью з рахунком 2:1. У півфіналі спортсмен зустрівся з білорусом Михайлом Долголевцем, якого переміг із рахунком 3:0. Золоту нагороду спортсмен отримав без бою — через травму росіянина Дмитра Бівола, матч не відбувся.

## Світова серія боксу
Протягом другого сезону WSB (2011—2012) виступав як легіонер російської команди «Динамо Москва» (української на той час ще не було). Провів 4 поєдинки, в усіх здобувши перемогу. Після Олімпіади 2012 року підписав контракт із новоутвореною командою «Українські отамани». Протягом третього сезону (2012—2013) провів 5 переможних боїв. Загалом у Світовій серії боксу провів 9 боїв, у всіх переміг (у 3-х — достроково).

### Результати поєдинків 2 сезону WSB
| Результат | Команда              | Суперник             | Спосіб   | Дата            | Місце  | Примітки                                 | Відео                                                                                            |
| --------- | -------------------- | -------------------- | -------- | --------------- | ------ | ---------------------------------------- | ------------------------------------------------------------------------------------------------ |
| Перемога  | «Astana Arlans»      | Даніяр Устембаєв     | TKO      | 9 грудня 2011   | Астана | Бій зупинено у 3 раунді через розсічення | link=https://www.youtube.com/watch?v=ynWZ1jXUWc4 [Архівовано 3 квітня 2016 у Wayback Machine.]   |
| Перемога  | «D&G Italia Thunder» | Людовік Грогуа       | WP (2:1) | 17 лютого 2012  | Москва |                                          | link=https://www.youtube.com/watch?v=H6OPYPG7tzk [Архівовано 31 березня 2016 у Wayback Machine.] |
| Перемога  | «Astana Arlans»      | Абдельхафід Бенчабла | WP (3:0) | 30 березня 2012 | Москва | Півфінал                                 | link=https://www.youtube.com/watch?v=eMpGIdJ38oQ [Архівовано 1 квітня 2016 у Wayback Machine.]   |
| Перемога  | «D&G Italia Thunder» | Імре Зело            | WP (3:0) | 2 травня 2012   | Лондон | Фінал                                    | link=https://www.youtube.com/watch?v=cWCM8FIcIXI [Архівовано 1 квітня 2016 у Wayback Machine.]   |

### Результати поєдинків 3 сезону WSB
| Результат | Команда                 | Суперник             | Спосіб   | Дата            | Місце   | Примітки                                                 | Відео                                                                                            |
| --------- | ----------------------- | -------------------- | -------- | --------------- | ------- | -------------------------------------------------------- | ------------------------------------------------------------------------------------------------ |
| Перемога  | «British Lionhearts»    | Бабакар Камара       | WP (3:0) | 11 січня 2013   | Київ    |                                                          |                                                                                                  |
| Перемога  | «D&G Italia Thunder»    | Віталіус Субачіус    | WP (3:0) | 8 лютого 2013   | Бровари |                                                          | link=https://www.youtube.com/watch?v=ukq1HJoFfu4 [Архівовано 21 липня 2014 у Wayback Machine.]   |
| Перемога  | «Azerbaijan Baku Fires» | Владімір Челес       | KO       | 22 березня 2013 | Київ    | Чвертьфінал. Нокаутував суперника у останньому 5 раунді. | link=https://www.youtube.com/watch?v=5gsXsodFio8 [Архівовано 28 березня 2016 у Wayback Machine.] |
| Перемога  | «D&G Italia Thunder»    | Абдельхафід Бенчабла | WP (2:1) | 19 квітня 2013  | Київ    | Півфінал                                                 |                                                                                                  |
| Перемога  | «Astana Arlans»         | Ехсан Рузбахані      | TKO      | 11 травня 2013  | Астана  | Фінал. Нокаутував суперника у 3 раунді.                  | link=https://www.youtube.com/watch?v=MIc5523PWOI [Архівовано 10 жовтня 2014 у Wayback Machine.]  |

## Професійна кар'єра
Після успіху на Олімпіаді та вдалого сезону у WSB Олександром зацікавилися вітчизняні та закордонні промоутерські компанії, серед яких K2 Promotions та Top Rank. 14 лютого 2014 року Олександр Гвоздик підписав контракт з американською компанією Top Rank, з якою за рік до цього почав працювати Василь Ломаченко.
Дебютний бій як боксер-професіонал Гвоздик провів 12 квітня 2014 року у Лас-Вегасі, штат Невада у андеркарті бою Пак'яо — Бредлі.

### Чемпіонський бій зі Стівенсоном
1 грудня 2018 року Олександр Гвоздик здобув титул чемпіона світу за версією WBC в напівважкій вазі, відправивши в нокаут в 11-му раунді важкого 12-раундового поєдинку канадця гаїтянського походження Адоніса Стівенсона, який утримував цей титул протягом п'яти років. Бій проходив у рідних стінах Стівенсона у Квебеку. Для Стівенсона це був десятий захист титулу. У десятому раунді Гвоздик пропустив важкий удар, упавши на канати, після чого змушений був клінчувати, щоб утриматись на ногах. На момент дострокової зупинки поєдинку згідно із суддівськими записками перемогу мав здобути Стівенсон. 2 грудня промоутер канадця Івон Мішель повідомив у себе в Twitter, що Адоніс Стівенсон перебуває в реанімації після поразки нокаутом від українця Олександра Гвоздика. Майже через три тижні канадець вийшов із коми, але в нього була паралізована права частина тіла. Наприкінці січня Стівенсон почав ходити. Йому замінили частину щелепи, яка була видалена під час початкової операції в грудні .

### 1-й захист титулу
1-й захист титулу чемпіона світу провів 30 березня 2019 року у Філадельфії (за місцевим часом) проти французького боксера Дуду Нгумбу. На першій хвилині п'ятого раунду Дуду раптово схопився за праву ногу, демонструючи, що отримав травму. Через декілька хвилин рефері зупинив бій. Гвоздик переміг технічним нокаутом і зберіг титул чемпіона WBC.

### Об'єднавчий бій з Бетербієвим
У серпні 2019 року була укладена угода про об'єднавчий поєдинок між чемпіоном WBC Олександром Гвоздиком і чемпіоном IBF росіянином Артуром Бетербієвим. Бій пройшов 18 жовтня 2019 року (за американським часом) у Філадельфії. Гвоздик втратив свій пояс, програвши Бетербієву технічним нокаутом. На момент зупинки бою українець лідирував на суддівських карточках, але від потужних ударів Бетербієва Олександр знесилів ще у 9 раунді, а у 10-му раунді тричі побував у нокдауні, через що рефері змушений був припинити бій.
Після бою Гвоздика відправили до лікарні на обстеження у якості запобіжного заходу.

### Завершення боксерської кар'єри
Після першої поразки 18 жовтня 2019 року та втрати поясу WBC боксер заявляв, що хоче знову стати чемпіоном світу, але 9 червня 2020 заявив про завершення кар'єри. Гвоздик не прокоментував причини такого рішення. За словами його менеджера, Егіса Клімаса, боксер присвятить себе бізнесу.

### Повернення на ринг
Через три роки після бою з Бетербієвим повернувся до виступів. Впродовж 2023—2025 провів п'ять поєдинків.
20 квітня 2025 року Олександр Гвоздик здобув перемогу над американцем Ентоні Голлавеєм, нокаутувавши американця у третьому раунді поєдинку.

### Таблиця боїв
| 21 Перемога (17 нокаутом, 4 за рішенням суддів), 2 Поразки (1 нокаутом, 1 за рішенням суддів) |        |                   |         |                |        |         |      |                   |                                                                    | |
| Результат                                                                                     | Рекорд | Суперник          | П-П-Н   | Останні 6 боїв | Спосіб | Раунд   | Час  | Дата              | Місце проведення                                                   | Примітки |
| Перемога                                                                                      | 21-2   | Ентоні Голлавей   | 9-8-2   |                | ТКО    | 3 (8)   | 1:38 | 19 квітня 2025    | Frontwave Arena, Оушенсайд, Каліфорнія                             | |
| Поразка                                                                                       | 20-2   | Девід Бенавідес   | 28-0    |                | UD     | 12      |      | 15 червня 2024    | MGM Grand Garden Arena, Лас-Вегас, Невада                          | Бій за вакантний титул тимчасового чемпіона WBC в напівважкій вазі. |
| Перемога                                                                                      | 20-1   | Ісаак Родрігес    | 28-4    |                | KO     | 2 (8)   | 0:54 | 30 вересня 2023   | Т-Мобайл Арена, Лас-Вегас, Невада                                  | |
| Перемога                                                                                      | 19-1   | Річардс Болотнікс | 19-6-1  |                | TKO    | 6 (10)  | 1:56 | 6 травня 2023     | Estadio Akron, Сапопан                                             | |
| Перемога                                                                                      | 18-1   | Жозуе Обандо      | 20-34-2 |                | UD     | 6       |      | 11 лютого 2023    | Помона, Каліфорнія                                                 | |
| Поразка                                                                                       | 17-1   | Артур Бетербієв   | 14-0    |                | TKO    | 10 (12) | 2:49 | 18 жовтня 2019    | Liacouras Center, Філадельфія, Пенсільванія                        | Захист титулу чемпіона світу за версією WBC в напівважкій вазі (2-й захист Гвоздика). Бій за титул чемпіона світу за версією IBF в напівважкій вазі (3-й захист Бетербієва). |
| Перемога                                                                                      | 17-0   | Дуду Нгумбу       | 38-8    |                | TKO    | 5 (12)  | 0:58 | 30 березня 2019   | 2300 Arena, Філадельфія, Пенсільванія                              | Захистив титул чемпіона світу за версією WBC в напівважкій вазі (1-й захист Гвоздика).                                                                                       |
| Перемога                                                                                      | 16-0   | Адоніс Стівенсон  | 29-1-1  |                | KO     | 11      | 2:49 | 1 грудня 2018     | Videotron Centre, Квебек                                           | Виграв титул чемпіона світу за версією WBC в напівважкій вазі (10-й захист Стівенсона).                                                                                      |
| Перемога                                                                                      | 15-0   | Мехді Амар        | 34-5-2  |                | UD     | 12      |      | 17 березня 2018   | Медісон-сквер-гарден, Нью-Йорк                                     | Виграв вакантний титул тимчасового чемпіона WBC в напівважкій вазі. |
| Перемога                                                                                      | 14-0   | Крейг Бейкер      | 17-1    |                | TKO    | 6 (10)  | 2:04 | 19 серпня 2017    | Pinnacle Bank Arena, Лінкольн, Небраска                            | Захистив титули чемпіона NABF (4-ий захист) та WBO–NABO (1-ий захист) в напівважкій вазі.                                                                                    |
| Перемога                                                                                      | 13-0   | Юніескі Гонсалес  | 18-2    |                | TKO    | (10)    | 2:55 | 8 квітня 2017     | MGM National Harbor, Оксон Хілл Меріленд                           | Захистив титул чемпіона NABF у напівважкій вазі (3-ій захист). Виграв вакантний титул чемпіона WBO–NABO у напівважкій вазі.                                                  |
| Перемога                                                                                      | 12-0   | Айзек Чілемба     | 26-5-1  |                | RTD    | 8 (10)  | 3:00 | 19 листопада 2016 | Т-Мобайл Арена, Лас-Вегас, Невада                                  | Захистив титул чемпіона NABF у напівважкій вазі (2-ий захист). |
| Перемога                                                                                      | 11-0   | Томмі Карпенсі    | 26-5-1  |                | TKO    | 6 (10)  | 2:21 | 23 липня 2016     | MGM Grand, Лас-Вегас, Невада                                       | Захистив титул чемпіона NABF у напівважкій вазі (1-ий захист). |
| Перемога                                                                                      | 10-0   | Наджиб Мохаммеді  | 37-4    |                | КО     | 2 (10)  | 2:06 | 9 квітня 2016     | MGM Grand, Лас-Вегас, Невада                                       | Виграв вакантний титул чемпіона NABF у напівважкій вазі. |
| Перемога                                                                                      | 9-0    | Майк Снайдер      | 9-2-3   |                | КО     | 1 (8)   | 2:58 | 13 лютого 2016    | Sportsmans Lodge, Студіо-Сіті, Каліфорнія                          | |
| Перемога                                                                                      | 8-0    | Клейтон Консейсао | 22-7-2  |                | ТКО    | 3 (8)   | 0:50 | 20 листопада 2015 | The Cosmopolitan of Las Vegas, Chelsea Ballroom, Лас-Вегас, Невада | |
| Перемога                                                                                      | 7-0    | Франсиско Сієрра  | 27-8-1  |                | RTD    | 5 (8)   |      | 19 вересня 2015   | Sportsmans Lodge, Студіо-Сіті, Каліфорнія                          | |
| Перемога                                                                                      | 6-0    | Майкл Гбенга      | 20-20   |                | UD     | 6       |      | 13 червня 2015    | Florentine Gardens, Голлівуд, Каліфорнія                           | |
| Перемога                                                                                      | 5-0    | Корі Каммінгс     | 18-7-1  |                | ТКО    | 2 (8)   | 1:10 | 24 січня 2015     | 1stBank Center, Брумфілд, Колорадо                                 | |
| Перемога                                                                                      | 4-0    | Отіс Гріффін      | 24-17-2 |                | ТКО    | 6 (8)   | 1:51 | 15 листопада 2014 | Alamodome, Сан-Антоніо                                             | |
| Перемога                                                                                      | 3-0    | Ламонт Вільямс    | 5-5-1   |                | КО     | 5 (6)   | 1:38 | 20 вересня 2014   | Celebrity Theater, Фінікс                                          | |
| Перемога                                                                                      | 2-0    | Майкл Гбенга      | 19-12-0 |                | UD     | 6       |      | 17 травня 2014    | Selland Arena, Фресно, Каліфорнія                                  | |
| Перемога                                                                                      | 1-0    | Майк Монтойя      | 5-2-1   |                | КО     | 1 (6)   | 2:55 | 12 квітня 2014    | MGM Grand, Лас-Вегас, Невада                                       | Професійний дебют. |
|                                                                                               |        | Ентоні Голлавей   |         |                |        |         |      | 20 квітня 2025    |                                                                    | |

## Спортивні досягнення

### Професіональні
- 2018 — 2019  чемпіон світу за версією WBC в напівважкій вазі (до 79,4 кг).

### Професіональні регіональні
- 2017   чемпіон WBO–NABO в напівважкій вазі (до 79,4 кг).
- 2016  чемпіон Північноамериканської боксерської федерації (NABF) у напівважкій вазі (до 79,4 кг).

### Напівпрофесіональні
- 2013 —  Срібний кубок команди Українські отамани сезону WSB 2012—2013 року

### Міжнародні аматорські
- 2013 —  Чемпіон XXVII Всесвітньої літньої Універсіади у напівважкій вазі (до 81 кг)
- 2012 —  Бронзовий призер XXX Олімпійських Ігор у напівважкій вазі (до 81 кг)
- 2010 —  Переможець Кубка Європи у напівважкій вазі (до 81 кг)
- 2008 —  Чемпіон Європи серед студентів у напівважкій вазі (до 81 кг)

### Регіональні аматорські
- 2011 —  Чемпіон України у напівважкій вазі (до 81 кг)
- 2010 —  Чемпіон України у напівважкій вазі (до 81 кг)
- 2009 —  Чемпіон України у напівважкій вазі (до 81 кг)

## Громадська діяльність
У квітні 2019 року Олександра Гвоздика призначено першим Послом доброї волі Товариства Червоного Хреста України. Також він має намір створити власний благодійний фонд, до якого долучаться інші спортсмени та звичайні люди-гуманісти.

## Особисти життя
З 2022 року живе в США.

## Державні нагороди
- Орден «За заслуги» II ст. (25 липня 2013) — за досягнення високих спортивних результатів на XXVII Всесвітній літній Універсіаді в Казані, виявлені самовідданість та волю до перемоги, піднесення міжнародного авторитету України[29].
- Орден «За заслуги» III ст. (15 серпня 2012) — за досягнення високих спортивних результатів на ХХХ літніх Олімпійських іграх у Лондоні, виявлені самовідданість та волю до перемоги, піднесення міжнародного авторитету України[30].
- Звання «Почесний громадянин міста Харкова» (19 червня 2019) - з метою відзнаки особистостей, які зробили вагомий внесок у розвиток міста Харкова, піднесення його статусу у світі, на знак великої поваги до їх громадської діяльності.